# Маклаки (Слободской район)
Маклаки — опустевшая деревня в Слободском районе Кировской области в составе Закаринского сельского поселения.

## География
Находится на расстоянии примерно 32 км по прямой на юго-восток от районного центра города Слободской.

## История
Была известна с 1678 года как починок Потаповский за Роговым озером с 2 дворами. В 1764 году отмечено здесь 85 жителей. В 1873 году в починке было учтено дворов 22 и жителей 144, в 1905 (уже деревня Потаповская или Маклаки) 20 и 149, в 1926 24 и 148, в 1950 24 и 61 соответственно. В 1989 году было учтено 4 постоянных жителя. 

## Население
Постоянное население  составляло 3 человека (русские 100%) в 2002 году, 0 в 2010.